# Huallanca (distrito)
Huallanca é um distrito peruano localizado na Província de Bolognesi, departamento Ancash. Sua capital é a cidade de Huallanca.

## Transporte
O distrito de Huallanca é servido pela seguinte rodovia:
- PE-3N, que liga o distrito de La Oroya (Região de Junín) à Puerto Vado Grande (Fronteira Equador-Peru) no distrito de Ayabaca (Região de Piura)
- AN-111, que liga a cidade ao distrito de Chavin de Huantar [2][3][4]